# Giacomo Ratto
Giacomo Ratto (Varese, 19 de abril de 1986) es un futbolista italiano, portero del S.K. Victoria Wanderers F.C.

## Trayectoria
Formado en la academia del US Bosto a la edad de 14 años pasa a formar parte de la cantera profesional del Varese Calcio de la Serie C de Italia.
Después de terminar su formación en el Varese Calcio Giacomo juega entre 2005 y 2009 en ligas de ascenso de Italia. En 2010 se suma al plantel del club Suizo AS Castello de la 2. Liga. En junio de 2011 empieza la temporada con el FC Mendrisio-Stabio de la 1. Liga.
En junio de 2012 ficha con el ASD Leggiuno hasta diciembre.
El 3 de enero de 2013 Giacomo firma su primer contrato como jugador profesional con el S.K. Victoria Wanderers F.C. de la Primera División de Gozo, máxima división del fútbol de Gozo, Malta.
Debuta contra el Sannat Lions F.C. con victoria de los "blues" por 3-0 dejando la portería en cero.
Juega todos los 11 partidos, dejando 5 veces la portería en 0.
A mitad de junio de 2013 pasa a los gigantes panameños del Tauro Fútbol Club, equipo que dejará pocos meses después debido a problemas personales.

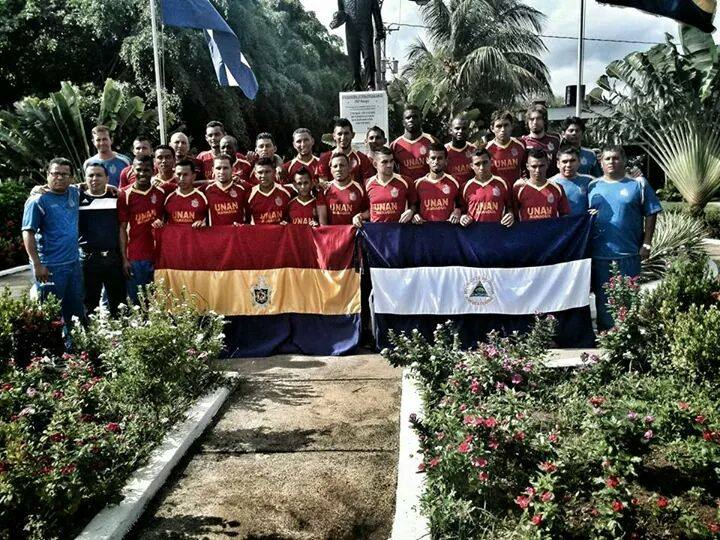
Unan Managua FC 2014

En julio de 2014 Ratto firma por 1 año con la UNAN FC de la Liga Primera de Nicaragua.
El 3 de agosto de 2014 debuta ante el CD Walter Ferretti.

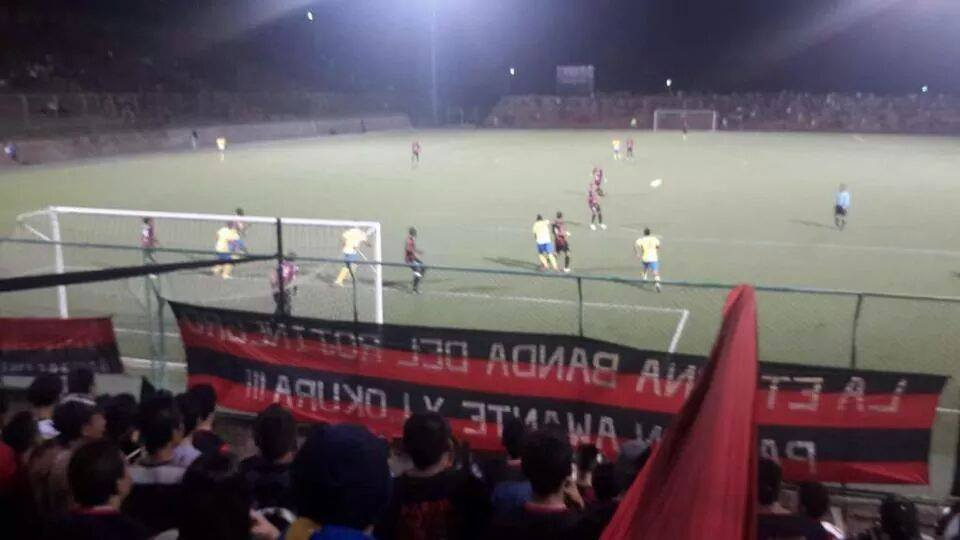
Unan Managua vs Walter Ferretti

Al final del partido es elegido entre los tres candidatos al mejor jugador del partido, junto al español/nicaragüense Daniel Cadena y el uruguayo Bernardo Laureiro, ambos del CD Walter Ferretti.
Una lesión de pubis deja Ratto 70 días fuera de los terrenos de juego, y el 28 de noviembre de 2014 el club y el jugador rescinden el contrato de mutuo acuerdo.
En marzo de 2015 se suma al plantel del Suva campeón de la Liga Nacional de Fútbol de Fiyi que participará a la Liga de Campeones de la OFC 2015.
La aventura del Suva en la Liga de Campeones de la OFC 2015 terminará el 18 de abril con la 3a posición en la fase de grupos y la consecuente eliminación.
En julio de 2015, Giacomo cierra un acuerdo con el AC Taverne de la 2. Liga Interregional de Suiza, hasta final de año. Hara su debut contra el  Ibach  el  16 de agosto.
Debido a una disputa económica entre club y el jugador rescinde el contrato con el club Suizo.
En abril de 2016 se convierte en nuevo portero del Ulaanbaatar City Football Club de la Liga de Fútbol de Mongolia.
Giacomo llega a Ulán Bator como petición expresa del entrenador holandés Pieter De Jongh, y así se convierte en el primer futbolista italiano en jugar en Mongolia.

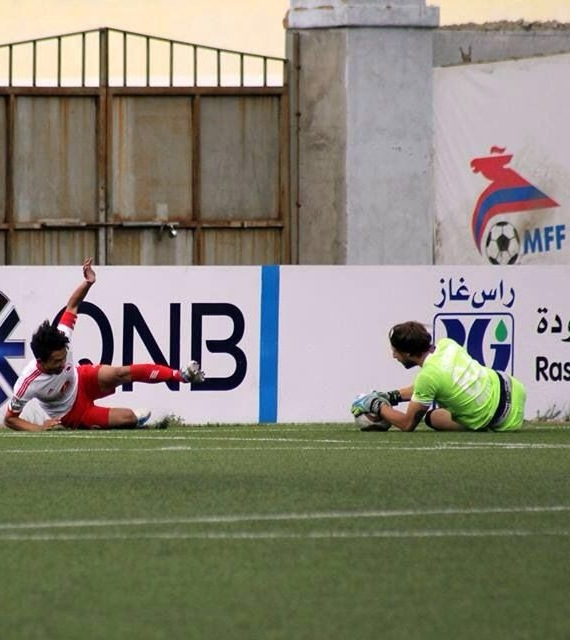
Giacomo en un mano a mano

En la Copa de Mongolia el equipo logra la medalla de bronce, perdiendo en semifinal contra el futuro campeón Khangarid.
Giacomo juega 19 de 21 partidos totales, entre Liga y Copa; acaba la Liga como portero extranjero menos goleado y uno de los mejores de la Liga de Fútbol de Mongolia.
Después de quedar en paro unos meses, el 23 de agosto de 2017 Giacomo llega a un acuerdo con el Philippos Alexandreia de la Gamma Ethnikí, 3a división del fútbol Griego.
El 26 agosto juega su primer partido, disputando 90 minutos y dejando la portería en cero contra Kilkisiakos. Una semana después debido a unos problemas burocráticos entre el club y la Federación Griega, las partes rompen el acuerdo por la imposibilidad del club de registrar al jugador.
El 3 de enero de 2018 Ratto firma un contrato hasta final de temporada con el SK Victoria Wanderers FC club con el cual ya había jugador en 2013.
Hace su debut el 7 de enero de 2018 ante el Gharb Rangers.
El SK Victoria Wanderers FC logra una inesperada salvación, donde Ratto será determinante dejando 4 veces la portería en 0; disputa todos los partidos como titular.

## Clubes
| Club                         | País            | Año       |
| ---------------------------- | --------------- | --------- |
| Varese Calcio                | Italia          | 1999-2004 |
| FBC Luino                    | Italia          | 2005-2006 |
| FC Tradate                   | Italia          | 2006-2007 |
| ASD Morazzone                | Italia          | 2007-2008 |
| ASD Malnatese                | Italia          | 2009      |
| UP Gavirate Calcio           | Italia          | 2009-2010 |
| AS Castello                  | Suiza           | 2011      |
| FC Mendrisio-Stabio          | Suiza           | 2011      |
| ASD Leggiuno                 | Italia          | 2012      |
| UE Sant Julia                | Andorra         | 2012      |
| S.K. Victoria Wanderers F.C. | Malta           | 2013      |
| Segeltorps IF                | Suecia          | 2013      |
| UNAN Managua FC              | Nicaragua       | 2014      |
| CD Chalatenango              | El Salvador     | 2014      |
| Suva FC                      | Fiyi            | 2015      |
| AC Taverne                   | Suiza           | 2015      |
| Ulaanbaatar City FC          | Mongolia        | 2016      |
| Inter Bergen IL              | Noruega         | 2016      |
| Kiwi FC                      |                 | 2017      |
| FC Encamp                    | Andorra         | 2017      |
| Rio Branco FC                | Brasil          | 2018      |
| S.K. Victoria Wanderers F.C. | Malta           | 2018      |
| IF Vestri                    | Islandia        | 2019      |
| Fgura United F.C.            | Malta           | 2019      |
| S.K. Victoria Wanderers F.C. | Malta           | 2020      |
| S.K. Victoria Wanderers F.C. | Malta           | 2020-2021 |
| AD Parla                     | España          | 2021      |
| Miami Dade FC                | Estados Unidos  | 2022      |
| DSG SK Latino Vienna City    | Austria         | 2022      |
| Prague Raptors               | República Checa | 2023      |
| SV Hulm                      | Alemania        | 2023      |

## Logros
- 2ª posición Liga Regional Lombardía grupo A y campeón playoff de ascenso; FBC Luino . (2005/2006).
- 1ª posición Liga Regional Lombardia grupo A; FC Tradate. (2006/2007)
- 3ª posición en Primera División de Gozo; S.K. Victoria Wanderers F.C. (2013).[17]
- 3ª posición en Copa de Mongolia; Ulaanbaatar City Football Club (2016).[11]
- Portero extranjero menos goleado en Liga de Fútbol de Mongolia (2016).[18]
- Incluido por el periódico deportivo "Il Corriere dello Sport" entre los mejores 100 futbolistas Italianos jugando en ligas extranjeras (2016).[19]